# Рауль, Франсуа Мари
Франсуа Мари Рауль (фр. François-Marie Raoult; 10 мая 1830, Фурн-ан-Веп, Нор — 1 апреля 1901, Гренобль) — французский химик и физик.
Член-корреспондент Парижской академии наук (1890), иностранный член-корреспондент Петербургской академии наук (1899).

## Биография
С 1867 года — в Гренобльском университете (профессор с 1870 года). Исследуя в 1882—1888 годах понижение температуры кристаллизации, а также понижение давления пара (или повышение температуры кипения) растворителя при введении в него растворённого вещества, открыл закон Рауля, применяемый для определения молекулярных масс веществ в растворённом состоянии.